# GACKTプロデュース!POKER×POKER
『GACKTプロデュース!POKER×POKER〜業界タイマントーナメント』（ガクトプロデュース ポーカーポーカー〜ぎょうかいタイマントーナメント）は、インターネットテレビ局ABEMAのAbemaSPECIALチャンネルで2018年5月4日から配信されていたポーカーを題材としたバラエティ番組。毎週土曜（金曜深夜）0:00 - 1:00配信。2019年8月8日よりAbemaSPECIAL2チャンネルに移動し、毎週木曜21:00 - 22:00時配信となった。

## 概要
2017年9月23日に特別番組として『GACKT完全プロデュース!ヘッズアップポーカー"タイマン"』を配信。約50万視聴を叩き出すなど好評を受け、2018年5月4日よりレギュラー配信を開始。国際大会出場歴もあるGACKTがポーカーの面白さを伝えるため自ら企画立案、プロデュースを行う。
ポーカーのルールは本来10人制であることが多いテキサス・ホールデムを採用し、1vs1の対決形式にして初見でもわかりやすくしてある。持ちチップは10万点。実況解説はGACKTがその場で行い、ゲーム状況を説明しながら心理戦をあおるのが特徴。
1か月4回を1シーズンとして区切り、シーズンごとにアイドル、俳優、お笑い、経済など各業界から4名の代表を選出しトーナメント。優勝者がラスボスのポーカープロと戦い賞金獲得を争う形式をとっている。
第13期、2019年8月8日をもっていったん終了を迎えた。
2019年10月24日より『GACKT実況POKER×POKER韓国頂上最終決戦SP』としてAbemaSPECIALチャンネルにて最終シーズンを配信開始。11月14日に最終回。

## 出演者

### レギュラー
- 実況解説：GACKT
- ナレーション、ダイヤちゃん（声の出演）：加隈亜衣
- ディーラー：シエル（ギルドスターズ）
- ディーラー：ゆめ（ギルドスターズ） - 2018年7月まで
- ディーラー：益田アンナ - 2019年3月大会より
- ディーラー：田中めい - 2019年1月大会より
- ディーラー：益田アンナ - 韓国頂上最終決戦SP

### トーナメント出場者

#### 5月大会
- 矢口真里（アイドル界）
- 鬼龍院翔（ヴィジュアル界）
- 塚本高史（俳優界）
- マックスむらい（YouTuber界）

#### 6月大会
- 明日花キララ（セクシー女優界）
- 亀田大毅（ボクシング界）
- 小林可夢偉（モータースポーツ界）
- Shinya from DIR EN GREY（ドラマー界）

#### 7月大会
- りゅうちぇる（読者モデル界）
- 武尊（K-1界）
- 多井隆晴（麻雀界）
- 愛沢えみり（キャバ嬢界）

#### 8月大会
- 岡井千聖（バラドル界）
- カンニング竹山（お笑い界）
- 松木安太郎（サッカー界）
- 城田優（俳優界）

#### 9月大会
- 須藤凜々花（アイドル界）
- 新川優愛（女優界）
- 藤田晋（IT社長界）
- 小鳩ミク（メイド界）

#### 10月大会
- バービー（女芸人界）
- 森内俊之（将棋界）
- 神田愛花（アナウンサー界）
- あっくん（パリピ界）

#### 11月大会
- 真壁刀義（プロレス界）
- 亀田興毅（ボクシング界）
- 都美（女流雀士界）
- 久松郁実（モデル界）

#### 第1回グランドチャンピオン大会
- 岡井千聖（バラドル界・8月王者）
- 矢口真里（アイドル界・5月王者）
- 小林可夢偉（モータースポーツ界・6月王者）
- 多井隆晴（麻雀界・7月王者）

#### 2019年1月大会
- EXILE NESMITH（アーティスト界）
- 菊地亜美（バラドル界）
- DJ KOO（DJ界）
- 忍野さら（グラドル界）

#### 2019年2月大会
- 三上悠亜（セクシー女優界）
- 加藤鷹（セクシー男優界）
- 森咲智美（グラドル界）
- KiLa（マジシャン界）

#### 2019年3月大会
3周年大会と銘打たれる。
- 逢田梨香子（女性声優界）
- くっきー（お笑い芸人界）
- 高橋文哉（オオカミくん界）
- 高野祐衣（アイドル界）

#### 第11期大会（4月後半 - 5月前半）
- 林ゆめ（レースクイーン界）
- 橋本梨菜（グラドル界）
- 井上正大（特撮ヒーロー界）
- ほのか（ビールの売り子界）

#### 第12期大会（6月）
- クロちゃん（炎上芸人界）
- 清水あいり（グラドル界）
- 岡田紗佳（女流雀士界）
- 奥津マリリ（アイドル界）[8]

#### 第13期大会（7月）
- 伊藤麻希（女子プロレス界）
- 伊藤桃々（白ギャル界）
- バンダリ亜砂也（モデル界）
- 武田修宏（サッカー界）

#### GACKT実況POKER×POKER韓国頂上最終決戦SP
- 亀田興毅（第7期王者）
- 武尊（リベンジ枠）
- 奥津マリリ（第12期王者）[9]
- ほのか（第11期王者）[10]
- 前田玲奈（特別試合：声優カジノ対決）
- 加隈亜衣（特別試合：声優カジノ対決）

### ラスボス（ポーカープロ）
シーズンによって変更あり。
- 小倉孝（プロ雀士、元ワールドシリーズオブポーカー日本人最高記録保持者）[11]
- 余語葦織（プロポーカープレイヤー）[12]
- 一ノ瀬公聖（プロポーカープレイヤー）
- ZAKI（プロポーカープレイヤー）
- 鈴木拓也（プロポーカープレイヤー）[13]
- 木原直哉（ポーカー世界王者）[14]
- 土川鉄也（GACKTの師匠）
- 負野智光（プロポーカープレイヤー）
- 池内一樹
- Mr.Siri（韓国頂上最終決戦SP）

## トピックス
2018年6月には番組出演者であるマックスむらいが代表を務めるAppBankの子会社ポーカーポーカーから、スマホ用ポーカーアプリ『POKER×POKER』をリリース。
11月16日配信回のプロレス界代表・真壁刀義が番組史上初のストレートフラッシュを引き当てた。